# La Vela
La Vela o Monumento a Monsignor Sciocchetti è un monumento di San Benedetto del Tronto, nelle Marche, in Italia, è un'opera dell'artista albanese Genti Tavanxhiu originario di Scutari, oggi residente nella provincia di Ascoli Piceno. Dedicato in ricordo del Monsignore Francesco Sciocchetti (1863-1946) ideatore del primo peschereccio a motore in Italia, il "San Marco" varato il 26 Maggio 1912.

## Storia

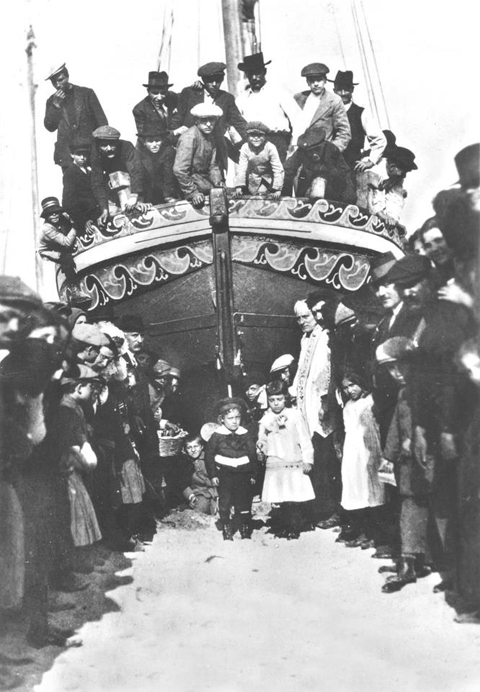
Il varo del motopeschereccio San Marco

La cittadina di San Benedetto del Tronto vanta una lunga storia legata alla pesca, già nel 1763 la marineria locale aveva una dozzina di tartane, pochi anni dopo contava una cospicua flotta di pescherecci, due dozzine di paranze e una dozzina di battelli. Agli inizi del 1900, grazie a un'intuizione del Monsignore Francesco Sciocchetti ci fu una svolta epocale, il 26 maggio del 1912, venne varato il primo peschereccio a motore della flotta italiana: il "San Marco", un battello a motore sussidiario per il trasporto del pesce ed il salvataggio in mare.Questa invenzione avviò un processo di trasformazione della propulsione dei natanti che, dalla vela, arrivò fino ai motopescherecci oceanici, dando un fondamentale impulso economico alla città, fino a portarla a essere tra i primi porti pescherecci in Italia.Commissionata dal Lions Club San Benedetto del Tronto Host, realizzata da Genti Tavanxhiu, la scultura è stata donata al comune di San Benedetto del Tronto.
(Franca D’Amario, presidente del Lions Club Host della città)

## Descrizione

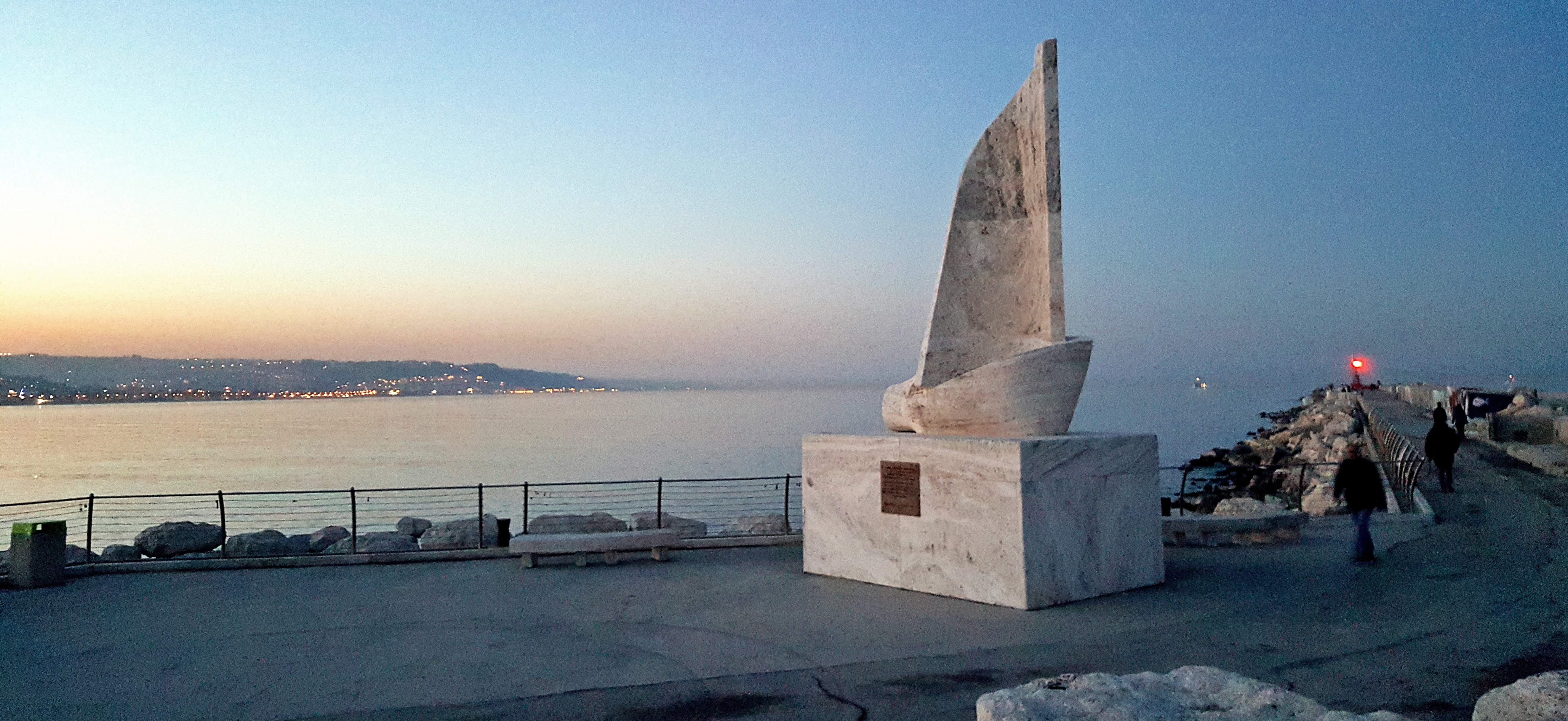
Il Monumento in un tramonto autunnale

Realizzata nel 2005 e inaugurata nel luglio 2006, la scultura è alta circa 8 metri e interamente realizzata in travertino ascolano, alla base vi è una targa commemorativa, dedicata a colui che diede impulso alla motorizzazione delle barche pescherecce. Si affaccia sul mare ed è un punto di riferimento per marinari, abitanti e turisti. Di notte, illuminata, visibile da più punti della cittadina marchigiana.

## Il monumento
La scultura è collocata nel punto in cui il secondo tratto del molo sud si innesta con il terzo tratto, all'interno del MAM - Museo d'arte sul mare, e riproduce una barca a vela stilizzata munita di turbina.

## Francesco Sciocchetti
Nato a Ripatransone il 15 settembre 1863, ed è morto a San Francisco il 3 maggio 1946. Legato alla città di San Benedetto del Tronto, chiamato per dare un aiuto durante la terza ondata di epidemia di colera nel 1886,in piena stagione balneare, e vide 760 colpiti, con 194 decessi. Nel 1897 la città fu colpita da un'alluvione, Don Sciocchetti si adoperò per dare conforto ai cittadini, allestendo una cucina popolare. Durante l'alluvione fu danneggiata la Cattedrale di Santa Maria della Marina, la parrocchia si trasferì nella piccola Chiesa di San Giuseppe, che risultò inadeguata alle richieste dei parrocchiani. Don Sciocchetti si adoperò, anche utilizzando fondi della sua famiglia, per far costruire l'attuale Cattedrale. Nel 1912 fu l'ideatore del "San Marco", il primo motopeschereccio d’Italia. Altre opere cittadine si devono a Monsignor Sciocchetti la Cassa Rurale ed Artigiana, la scuola professionale artigianale, il primo Pronto Soccorso, il Teatro "Virtus" e il primo quotidiano locale "Il Giornale".